# Гольдберг (Німеччина)
Гольдберг (нім. Goldberg) — місто в Німеччині, розташоване в землі Мекленбург-Передня Померанія. Входить до складу району Людвігслуст-Пархім. Центр об'єднання громад Гольдберг-Мільденіц.
Площа — 64,85 км2. Населення становить 3392 ос. (станом на 31 грудня 2020).

## Галерея

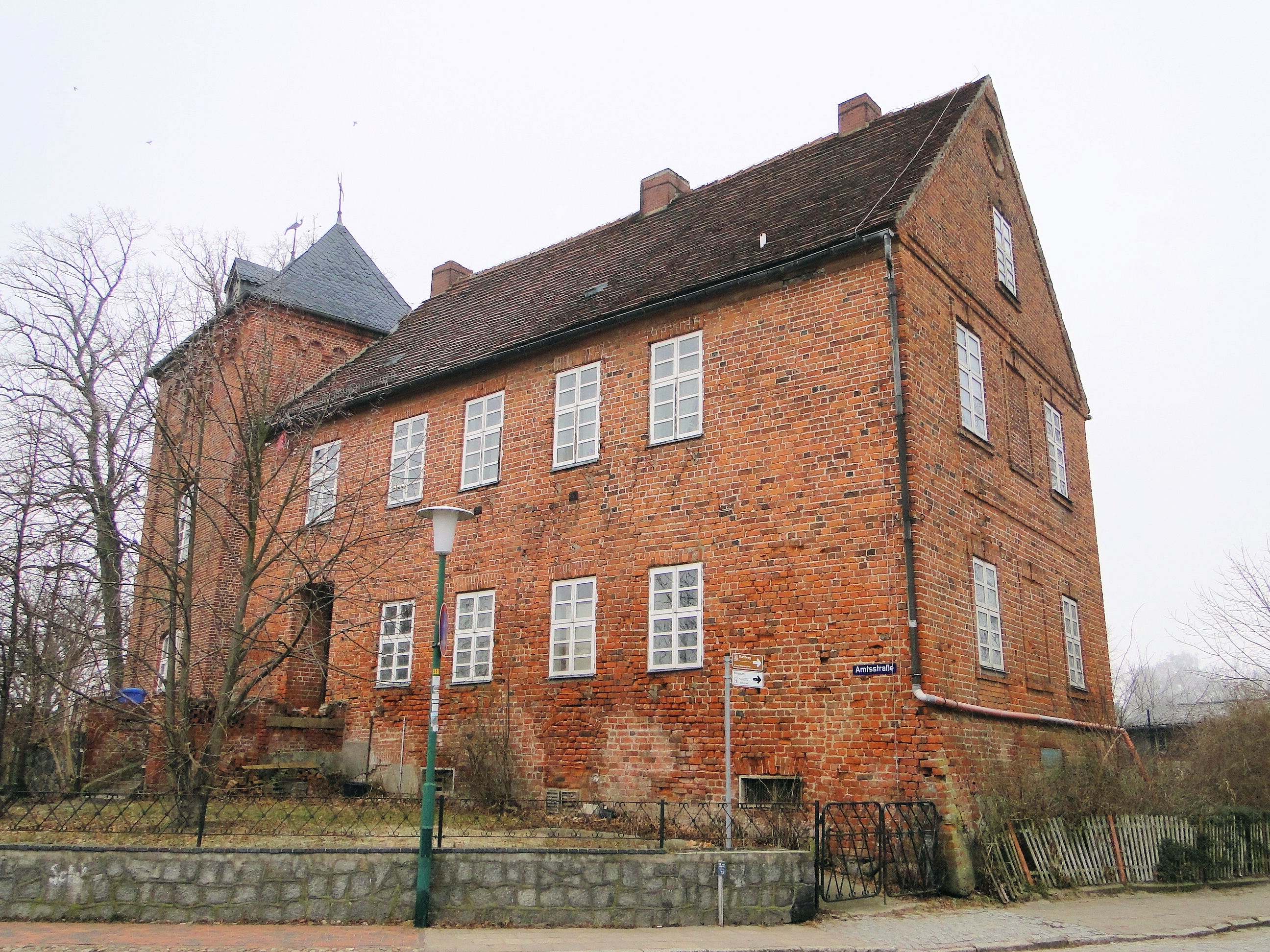
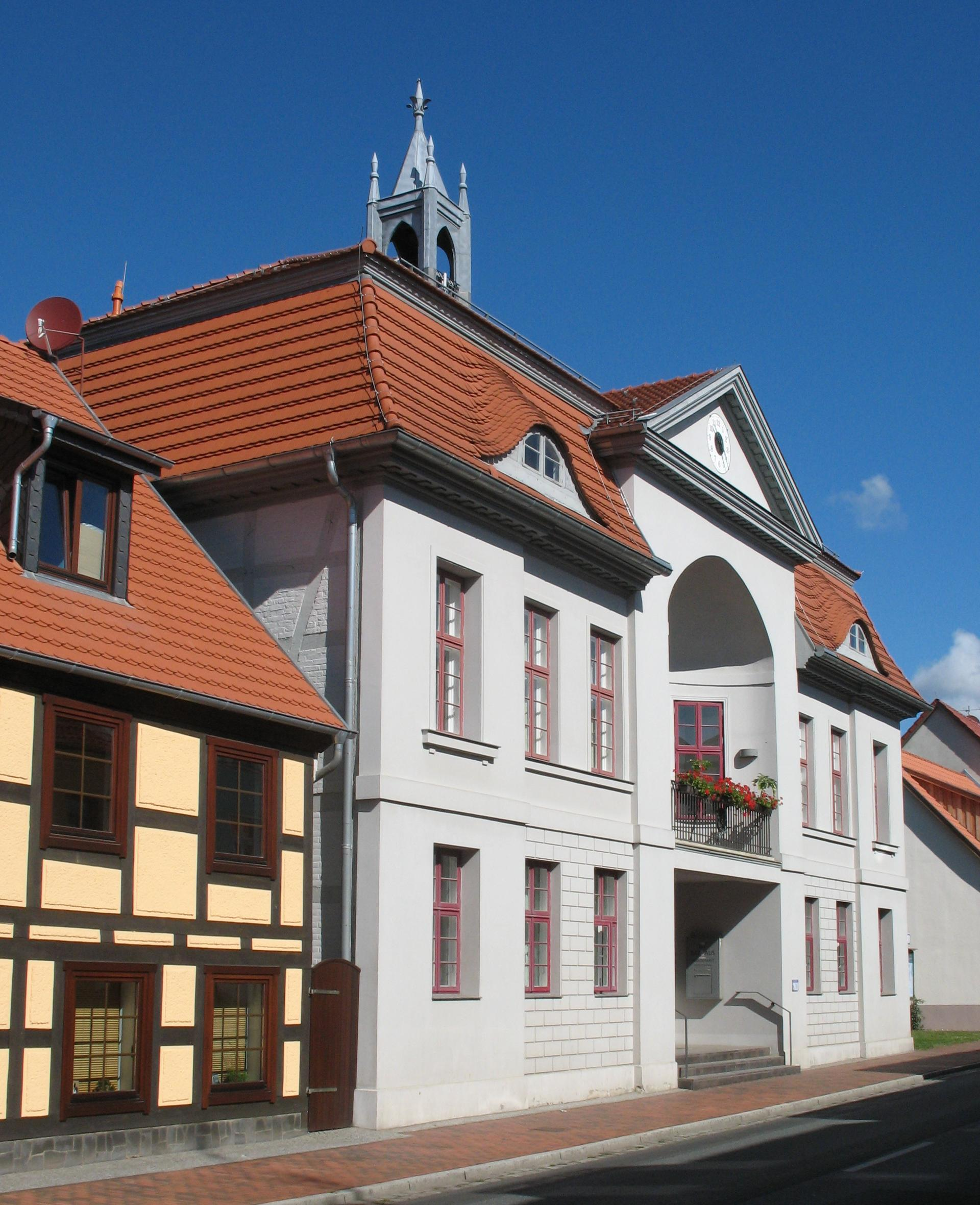
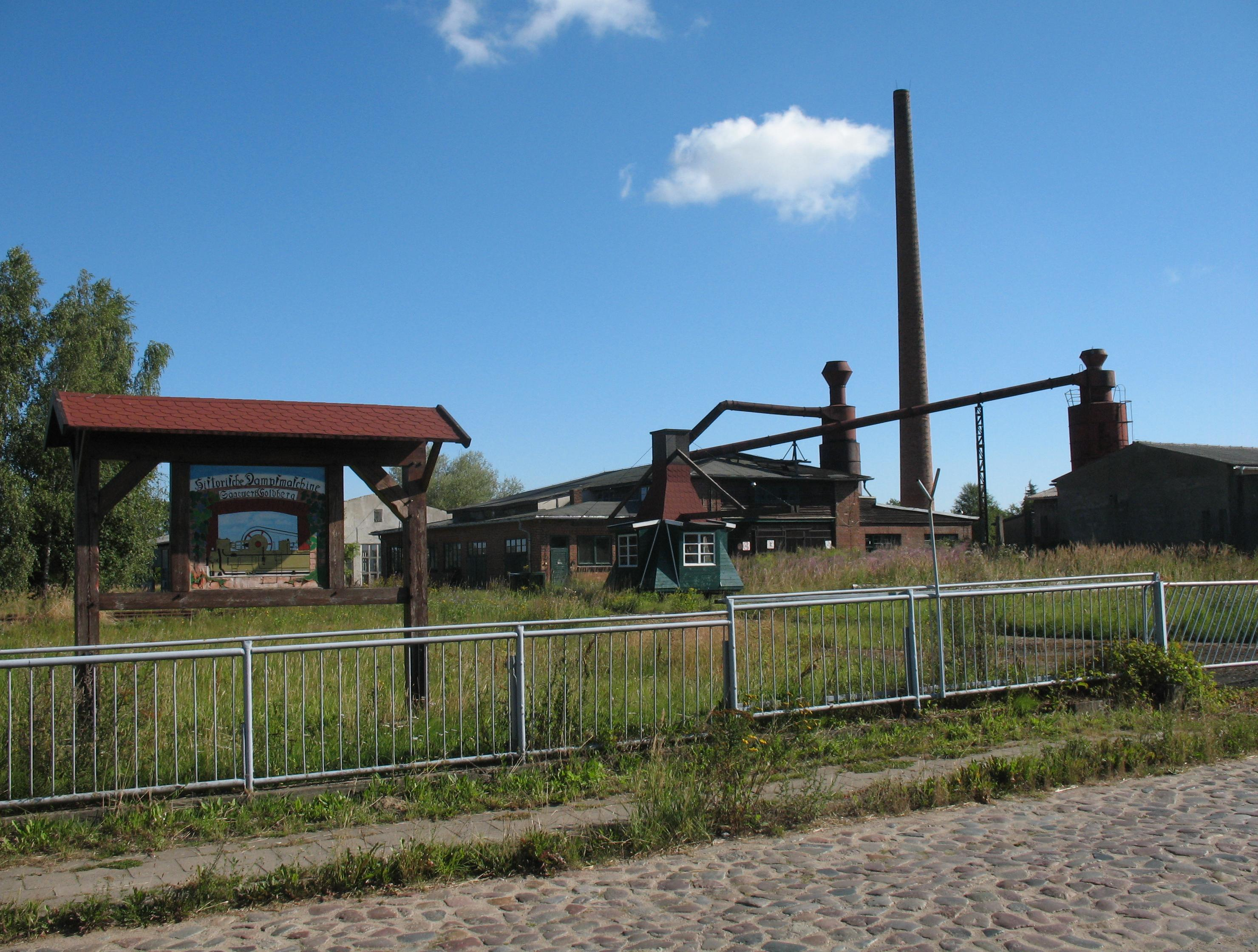
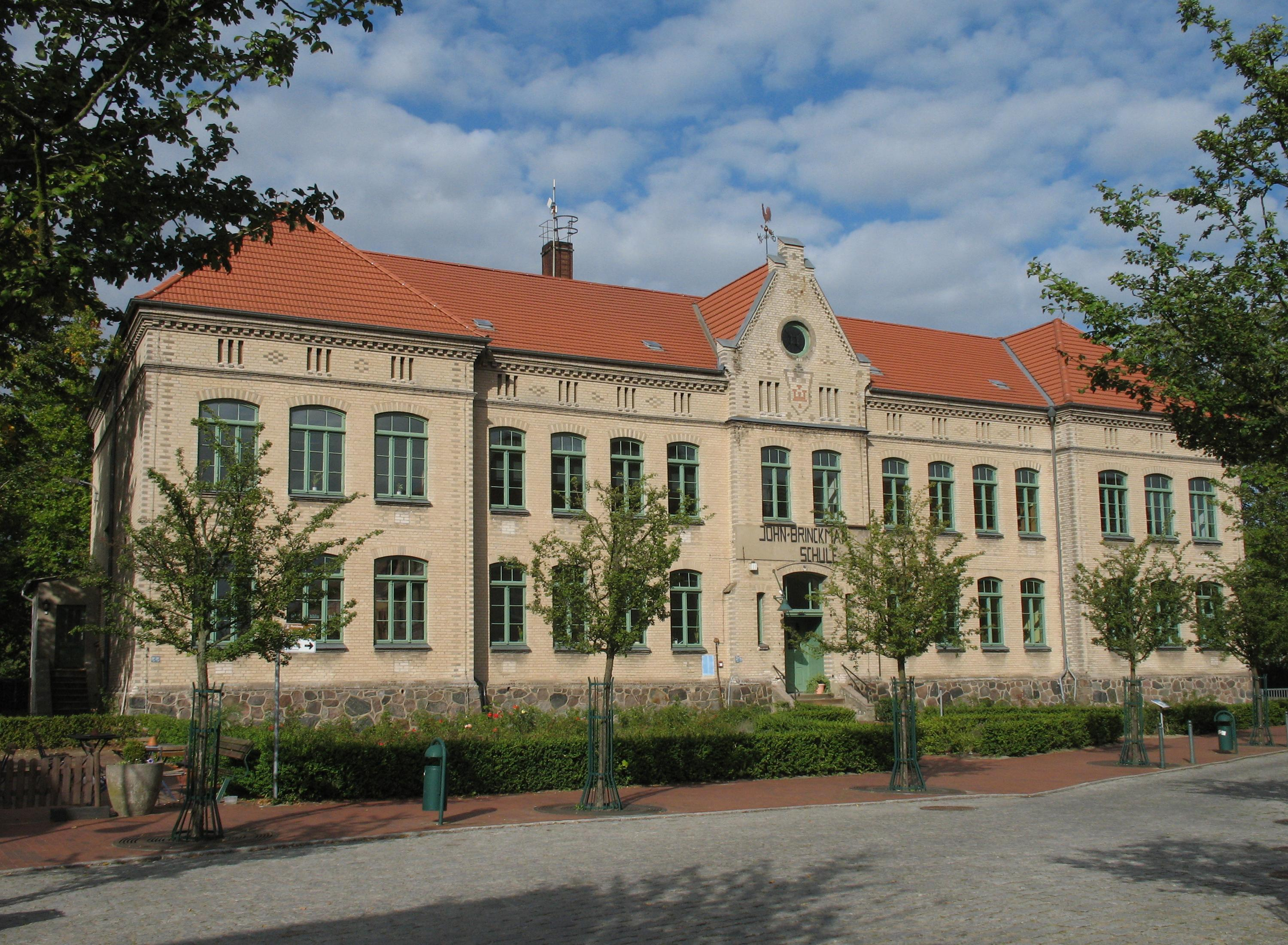